# Czyżowice (Silésie)
Pour les articles homonymes, voir Czyżowice.
Czyżowice (prononciation : [t͡ʂɨʐɔˈvit͡sɛ]) est une localité polonaise de la gmina de Gorzyce, située dans le powiat de Wodzisław en voïvodie de Silésie.